# Lutas nos Jogos Olímpicos de Verão de 2020 - Livre até 53 kg feminino
A categoria livre até 53 kg feminino das lutas nos Jogos Olímpicos de Verão de 2020 ocorreu nos dias 6 e 7 de agosto de 2021 no Makuhari Messe, em Tóquio. Um total de 16 lutadoras, cada uma representando um Comitê Olímpico Nacional (CON), participaram do evento.

## Qualificação
Um total de 16 vagas foram atribuídas para a categoria livre até 53 kg feminino, cada uma representando um CON, conforme abaixo:
- 6 pelo Campeonato Mundial de 2019;
- 2 pelo torneio qualificatório pan-americano;
- 2 pelo torneio qualificatório europeu;
- 2 pelo torneio qualificatório da África e Oceania;
- 2 pelo torneio qualificatório asiático;
- 2 pelo torneio qualificatório mundial.

## Formato
As competições de luta livre consistem em um torneio de eliminação simples, com uma repescagem usada para determinar as vencedoras das duas medalhas de bronze. As duas finalistas se enfrentam pelas medalhas de ouro e prata. Cada lutadora que perde para uma das duas finalistas segue para a repescagem, culminando em duas lutas pela medalha de bronze com as perdedoras da semifinal, cada uma enfrentando a oponente restante da repescagem de sua metade da chave.

## Calendário
Horário local (UTC+9)
| Data                | Horário | Fase            |
| ------------------- | ------- | --------------- |
| 5 de agosto de 2021 | 11:00   | Qualificatórias |
| 5 de agosto de 2021 | 18:15   | Semifinais      |
| 6 de agosto de 2021 | 11:00   | Repescagem      |
| 6 de agosto de 2021 | 19:30   | Finais          |

## Medalhistas
| Ouro   | JPN Mayu Mukaida                                    |
| Prata  | CHN Pang Qianyu                                     |
| Bronze | BLR Vanesa Kaladzinskaya MGL Bat-Ochiryn Bolortuyaa |

## Resultados
Estes foram os resultados da competição:
Legenda
- F — Vitória por queda.

### Chaveamento
|  | Oitavas de final               | Oitavas de final               | Oitavas de final |  |  | Quartas de final           | Quartas de final           | Quartas de final |   |                            | Semifinais                 | Semifinais      | Semifinais |  |  | Final | Final | Final |
|  |                                |                                |                  |  |  |                            |                            |                  |   |                            |                            |                 |            |  |  |       |       |       |
|  | IND Vinesh Phogat              | IND Vinesh Phogat              | 7                |  |  |                            |                            |                  |   |                            |                            |                 |            |  |  |       |       |       |
|  | SWE Sofia Mattsson             | SWE Sofia Mattsson             | 1                |  |  | IND Vinesh Phogat          | IND Vinesh Phogat          | 3                |   |                            |                            |                 |            |  |  |       |       |       |
|  | BLR Vanesa Kaladzinskaya       | BLR Vanesa Kaladzinskaya       | 10               |  |  | BLR Vanesa Kaladzinskaya   | BLR Vanesa Kaladzinskaya   | 9F               |   |                            |                            |                 |            |  |  |       |       |       |
|  | ROU Andreea Ana                | ROU Andreea Ana                | 0                |  |  |                            |                            |                  |   | BLR Vanesa Kaladzinskaya   | BLR Vanesa Kaladzinskaya   | 2               |            |  |  |       |       |       |
|  | ROC Olga Khoroshavtseva        | ROC Olga Khoroshavtseva        | 4                |  |  |                            | CHN Pang Qianyu            | CHN Pang Qianyu  | 2 |                            |                            |                 |            |  |  |       |       |       |
|  | USA Jacarra Winchester         | USA Jacarra Winchester         | 7                |  |  | USA Jacarra Winchester     | USA Jacarra Winchester     | 2                |   |                            |                            |                 |            |  |  |       |       |       |
|  | CUB Laura Herin                | CUB Laura Herin                | 0                |  |  | CHN Pang Qianyu            | CHN Pang Qianyu            | 6                |   |                            |                            |                 |            |  |  |       |       |       |
|  | CHN Pang Qianyu                | CHN Pang Qianyu                | 2                |  |  |                            |                            |                  |   |                            | CHN Pang Qianyu            | CHN Pang Qianyu | 4          |  |  |       |       |       |
|  | ECU Luisa Valverde             | ECU Luisa Valverde             | 11               |  |  |                            | JPN Mayu Mukaida           | JPN Mayu Mukaida | 5 |                            |                            |                 |            |  |  |       |       |       |
|  | GRE Maria Prevolaraki          | GRE Maria Prevolaraki          | 4                |  |  | ECU Luisa Valverde         | ECU Luisa Valverde         | 5                |   |                            |                            |                 |            |  |  |       |       |       |
|  | MGL Bat-Ochiryn Bolortuyaa     | MGL Bat-Ochiryn Bolortuyaa     | 4F               |  |  | MGL Bat-Ochiryn Bolortuyaa | MGL Bat-Ochiryn Bolortuyaa | 15               |   |                            |                            |                 |            |  |  |       |       |       |
|  | GUM Rckaela Aquino             | GUM Rckaela Aquino             | 0                |  |  |                            |                            |                  |   | MGL Bat-Ochiryn Bolortuyaa | MGL Bat-Ochiryn Bolortuyaa | 3               |            |  |  |       |       |       |
|  | KAZ Tatyana Akhmetova-Amanzhol | KAZ Tatyana Akhmetova-Amanzhol | 2                |  |  |                            | JPN Mayu Mukaida           | JPN Mayu Mukaida | 6 |                            |                            |                 |            |  |  |       |       |       |
|  | POL Roksana Zasina             | POL Roksana Zasina             | 3                |  |  | POL Roksana Zasina         | POL Roksana Zasina         | 2                |   |                            |                            |                 |            |  |  |       |       |       |
|  | CMR Joseph Essombe             | CMR Joseph Essombe             | 0                |  |  | JPN Mayu Mukaida           | JPN Mayu Mukaida           | 12               |   |                            |                            |                 |            |  |  |       |       |       |
|  | JPN Mayu Mukaida               | JPN Mayu Mukaida               | 10               |  |  |                            |                            |                  |   |                            |                            |                 |            |  |  |       |       |       |

### Repescagem
|  | Repescagem             | Repescagem             | Repescagem |  | Disputa pelo bronze        | Disputa pelo bronze        | Disputa pelo bronze |  |  |  |  |
|  |                        |                        |            |  |                            |                            |                     |  |  |  |  |
|  | CUB Laura Herin        | CUB Laura Herin        | 0          |  | USA Jacarra Winchester     | USA Jacarra Winchester     | 0                   |  |  |  |  |
|  | USA Jacarra Winchester | USA Jacarra Winchester | 5          |  | BLR Vanesa Kaladzinskaya   | BLR Vanesa Kaladzinskaya   | 4F                  |  |  |  |  |
|  |                        |                        |            |  |                            |                            |                     |  |  |  |  |
|  | CMR Joseph Essombe     | CMR Joseph Essombe     | 4          |  | CMR Joseph Essombe         | CMR Joseph Essombe         | 4                   |  |  |  |  |
|  | POL Roksana Zasina     | POL Roksana Zasina     | 4          |  | MGL Bat-Ochiryn Bolortuyaa | MGL Bat-Ochiryn Bolortuyaa | 14                  |  |  |  |  |

## Classificação final
| Pos.              | Lutadora                       |
| ----------------- | ------------------------------ |
| Medalha de ouro   | JPN Mayu Mukaida               |
| Medalha de prata  | CHN Pang Qianyu                |
| Medalha de bronze | BLR Vanesa Kaladzinskaya       |
| Medalha de bronze | MGL Bat-Ochiryn Bolortuyaa     |
| 5                 | USA Jacarra Winchester         |
| 5                 | CMR Joseph Essombe             |
| 7                 | POL Roksana Zasina             |
| 8                 | ECU Luisa Valverde             |
| 9                 | IND Vinesh Phogat              |
| 10                | ROC Olga Khoroshavtseva        |
| 11                | GRE Maria Prevolaraki          |
| 12                | KAZ Tatyana Akhmetova-Amanzhol |
| 13                | SWE Sofia Mattsson             |
| 14                | GUM Rckaela Aquino             |
| 15                | CUB Laura Herin                |
| 16                | ROU Andreea Ana                |